# 22856 Stevenzeiher
22856 Stevenzeiher este un asteroid din centura principală de asteroizi.

## Descriere
22856 Stevenzeiher este un asteroid din centura principală de asteroizi. A fost descoperit pe 9 septembrie 1999 la Socorro, New Mexico, în cadrul proiectului LINEAR. Asteroidul prezintă o orbită caracterizată de o semiaxă mare de 2,55 ua, o excentricitate de 0,06 și o înclinație de 4,0° în raport cu ecliptica.